# Starter for Ten
Starter for Ten (Uma Questão de Atração (título em Portugal) ou Resposta Certa (título no Brasil)) foi o primeiro romance de David Nicholls. Foi adaptado ao cinema em 2006 sob o título Starter for 10.

## Sinopse
A história passa-se em 1985 e conta a desventuras do caloiro universitário Brian Jackson. Desde criança que ele é um fã do concurso televisivo "Desafio Universitário", que costumava assistir com o seu falecido pai, tendo agora finalmente a oportunidade de participar. Brian acaba por se apaixonar por Alice Harbinson, uma colega de equipa que não corresponde a essa atração. À medida que o tempo passa, Brian Jackson convence-se de que só a conquistará se conseguir um esmagador sucesso no concurso.